# مهاجرت ایرانیان به قفقاز و آسیای مرکزی (سده ۱۹ و ۲۰)

میرزا عبدالرحیم طالبوف تبریزی از مهاجران معروف ایرانی

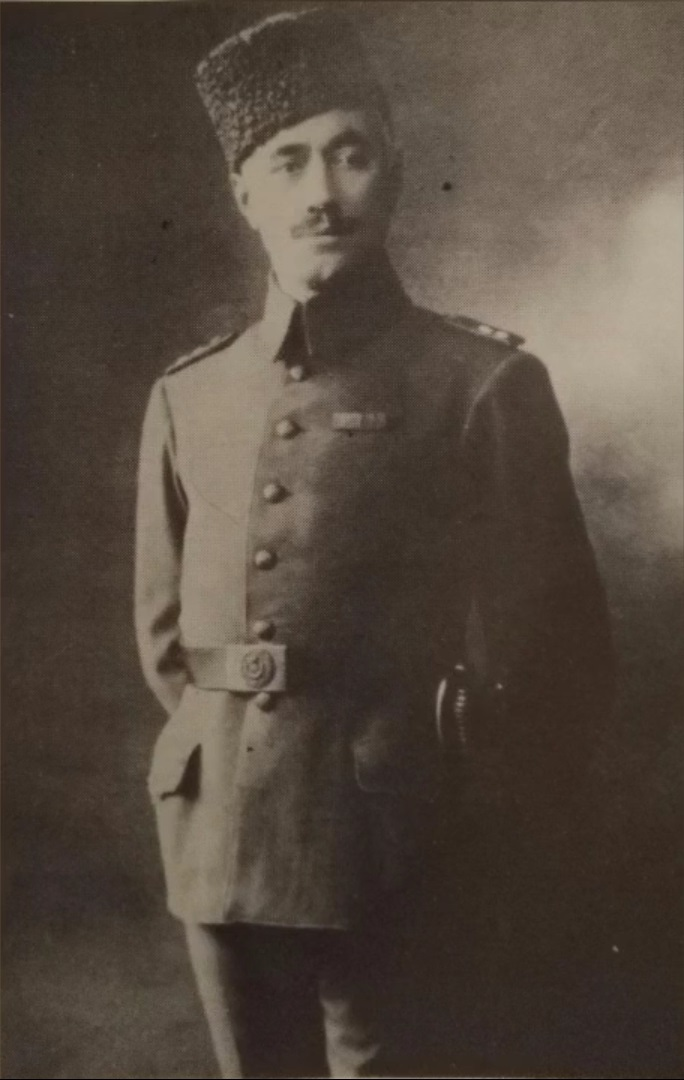
حیدرخان عمواوغلی یکی از مجاهدان معروف انقلاب مشروطه

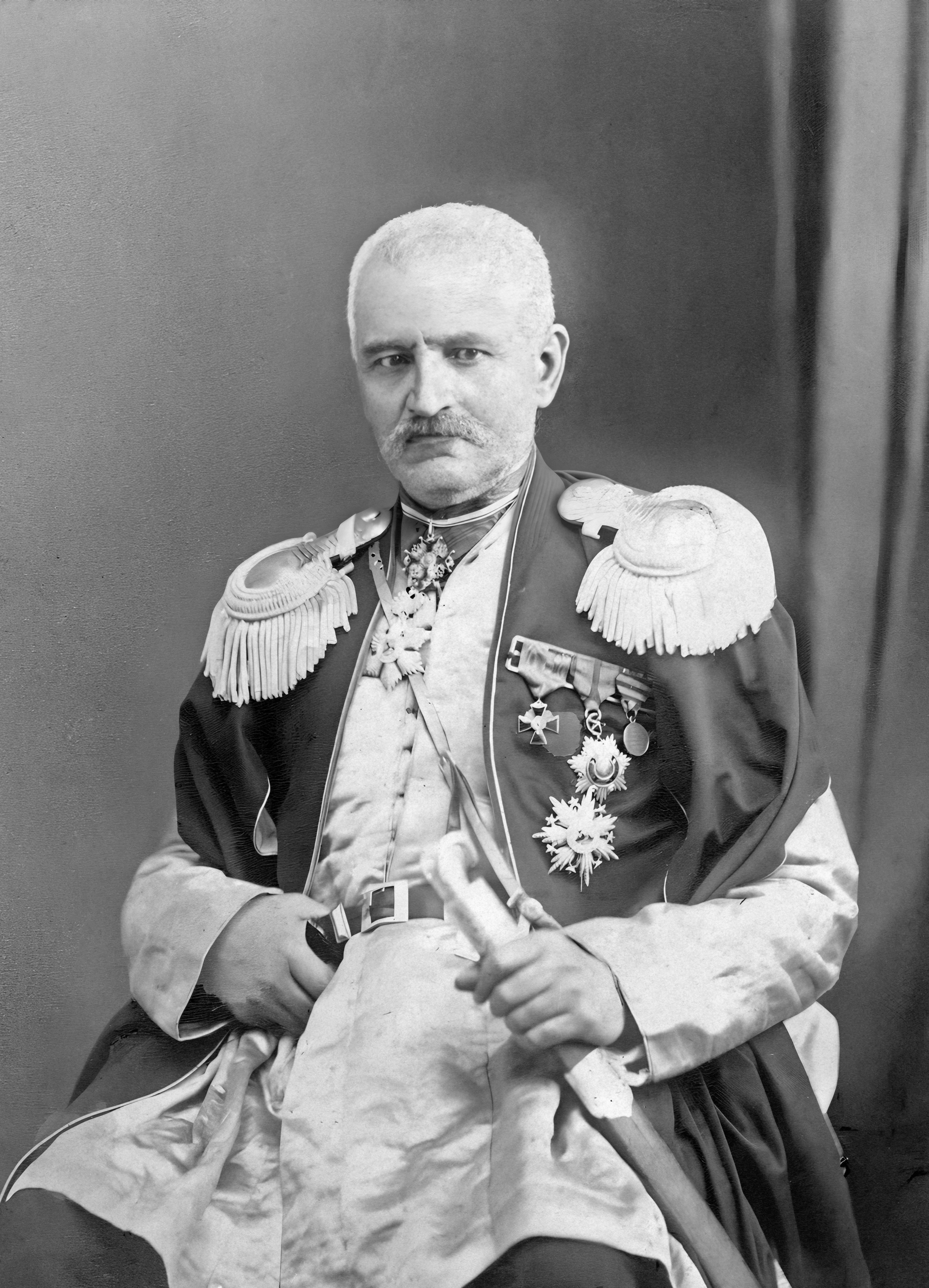
میرزا فتحعلی آخوندف پایه‌گذار ناسیونالیسم ایرانی

سید جعفر پیشه‌وری از بنیانگذاران حزب عدالت و حزب کمونیست ایران و رهبر فرقه دموکرات آذربایجان

جمعیت ایرانیان در امپراتوری روسیه در اواخر سده نوزدهم میلادی به‌طور پیوسته افزایش یافت، بیشتر این مهاجران از استان‌های شمالی ایران (بیشتر آذربایجان) بودند و در جستجوی کار به قفقاز و در مواردی آسیای میانه مهاجرت می‌کردند. با اینکه بسیاری از این مهاجرت‌ها از نوع دوره‌ای یا کوتاه مدت بود، بسیاری از ایشان دوره‌های طولانی تری را در امپراتوری روسیه ماندند و بعضی نیز در آنجا ساکن شدند.

## جمعیت
نخستین گزارش از این مهاجرت‌ها به ۱۸۵۵ میلادی بازمی‌گردد و متعلق به کنسول بریتانیا در تبریز است، وی گزارش کرده‌است که تنها مجوز ۳٬۰۰۰ مورد را در دو ماه گذشته کنسولگری روسیه صادر نموده‌است، در هر حال، افزایش میزان مهاجرت به پس از ۱۸۸۰ میلادی بازمی‌گردد و با ورود به سده بعدی این مهاجرت آنچنان ابعاد و تداومی یافت که توجه بسیاری از محققان، جهانگردان و مفسران را به خود جلب نمود.
برپایه نخستین سرشماری امپراتوری روسیه حدود ۷۴٬۰۰۰ ایرانی در نقاط مختلف امپراتوری حضور داشته‌اند. از این میان ۲۸٪ زن بودند و بزرگترین گروه گزارش شده که ۸۲٪ کل جمعیت ایرانیان را تشکیل می‌داده‌اند در قفقاز حضور داشته‌اند. بنا بر همین گزارش ۷۲٪ کل ایرانیان امپراتوری روسیه در شهرهای باکو، گنجه، ایروان و تفلیس حضور داشته‌اند. حدود ۱۰٬۰۰۰ نفر از ایشان نیز در آسیای میانه حضور داشته‌اند. تنها ۳۲٬۰۰۰ نفر از ایرانیان حاضر در امپراتوری روسیه فارسی‌زبان بودند و حدس زده می‌شود که بیشتر این جمعیت را ترک زبانان اهل آذربایجان تشکیل می‌داده‌اند.
آمار مفید دیگر دربارهٔ این مهاجرت برپایه ویزاها و گذرنامه‌هایی که توسط کنسولگری‌های روسیه در شهرهای تبریز، مشهد، رشت و استرآباد به دست می‌آید، این آمار گسترش پیوسته سفر ایرانیان به امپراتوری روسیه را نشان می‌دهد، به‌طور میانگین ۱۳٬۰۰۰ نفر در سال در بین سال‌های ۱۸۷۶ تا ۱۸۹۰ میلادی که با ورود به سده جدید به بیش از ۶۷٬۰۰۰ افزایش می‌یابد. در ۱۹۱۳ بیش از ربع میلیون ایرانی وارد روسیه شده بودند، که البته این شامل مهاجرت‌های غیرقانونی نمی‌شود. جمعیت کل ایرانیان ساکن روسیه پیش از جنگ جهانی اول حدود نیم میلیون نفر برآورد شده‌است.

## ساختار اجتماعی
بیشتر مهاجران را به ویژه آن‌هایی که از آذربایجان آمده بودند، کارگران جویای کار تشکیل می‌دادند. در بین آوریل تا سپتامبر که اوج فعالیت کشاورزی قفقاز بوده‌است جمعیت عمده‌ای از ایرانیان به آنجا می‌رفتند. مهاجران پیش زمینه‌های اجتماعی گوناگونی داشتند و شامل تاجران، بازرگانان، صنعتگران و… می‌شدند که با گسترش روابط اقتصادی دو کشور به امپراتوری روسیه سفر می‌کردند. گزارش‌ها دربارهٔ ترکیب اجتماعی مهاجران کم است، بنا به آمار کنسولگری روسیه در تبریز ۹۰٪ ویزاهای صادر شده در این شهر در ۱۹۰۴ برای کارگران بوده‌است، در حالی که در رشت کارگران تنها ۲۷٪ مهاجران را تشکیل می‌داده‌اند که اهمیت فعالیت بازرگانی و تجاری را برای مهاجران نواحی خزری نشان می‌دهد.
آمارهای ارائه شده توسط مینورسکی، آذربایجان را اصلی‌ترین خاستگاه مهاجران نشان می‌دهد به گونه‌ای که در ۱۹۰۴ حدود ۹۰٪ ویزاهای صادر شده از این استان بوده‌است. به موازات این بسیاری از دهقانان خراسان هر زمستان به جهت یافت کار به آسیای میانه می‌رفتند، این امر در نواحی جنوبی تر مانند سیستان هم به‌طور محدودتر صورت می‌پذیرفته‌است.

## اشتغال
بیشتر ایرانی‌ها در روسیه در کارهای یدی ساده مشغول بودند. در برخی جاها همانند گنجه، کارهای زمین‌های کشاورزی تماماً در دست ایرانیان بود که معمولاً کارگران محلی به خاطر دستمزد پایین و شرایط کاری حاضر به کار در آن نبودند. در باکو و تفلیس نیز به همین شکل، ایرانیان در مشاغل فصلی و مزارع پنبه مشغول به کار بودند. ایرانیان همچنین در بسیاری مشاغل دیگر نیز حضور داشتند برای مثال در باکو به عنوان مغازه دار، مکانیک، معمار، نجار، سورچی و کارگر به کار مشغول بودند.
از جهت میزان مهارت، ایرانیان در سراسر قفقاز به عنوان معماران ماهر مشهور شده بودند، بیشتر بناهای جدید تفلیس به سازندگان و معماران ایرانی سپرده می‌شد، در باکو تخلیه و بارگیری کشتی‌ها تماماً در دست باربران اهل خلخال و اردبیل بود. بسیاری نیز در راه‌سازی و ساخت راه‌آهن مشغول به کار بودند.
در بسیاری از شاخه‌های تولیدی ایرانیان نیروی کار عمده را تشکیل می‌دادند. برای نمونه در صنعت نفت باکو جمعیت و مشارکتشان از ۱۸۹۳ به بعد به‌طور پیوسته افزایش یافت، به گونه‌ای که از ۱۱٪ در آن سال به ۲۹٫۱٪ در ۱۹۱۵ رسید و ایشان بزرگترین ملیت در آن صنعت را تشکیل می‌دادند و جمعیتی حدود ۱۳٬۵۰۰ نفر داشتند.
با این حال بیشتر ایرانیان دارای مشاغل کم درآمد و با امنیت شغلی پایین بودند. میانگین درآمد کارگر بی مهارت ایرانی در ۱۹۰۴ میلادی ۶۰–۷۰ کپک گزارش شده‌است که ۲۰ کپک کمتر از میانگین گزارش شده درآمد در آن زمان است. ایرانیان مشغول روی اسکله‌ها در باکو روزانه پانزده تا هجده ساعت کار می‌کردند، غذای مناسبی نمی‌خوردند و زیر درختان یا در باغ‌ها می‌خوابیدند. بنا گزارش دیگری در تفلیس هر سه یا چهار ایرانی در یک خانه زندگی می‌کردند و به‌طور دوره‌ای گرفتار شیوع وبا در شهر می‌شدند. غیر از آن بنا به قانون مصوب در ۱۹۰۳، کارگران خارجی از مقررات ایمنی در حین کار محروم شده بودند. حتی کاربران مشغول در صنعت نفت نیز از این موضوع مستثنی نشده بودند. عدم امنیت سیاسی و اقتصادی ایشان در شورش‌های کارگری ۱۹۰۵ زمانی که صدها تن از ایشان به ایران بازگردانده شدند، برجسته شد.

## علل مهاجرت
بیشتر متن‌های انتقادی دوران مشروطه، افزایش سختی‌های اقتصادی و ظلم سیاسی در مملکت را که به‌طور خاص بر دهقانان اثر می‌کرده، علت پنهان مهاجرت ایرانیان به روسیه در قرن گذشته دانسته‌اند. با اینکه به اینها مربوط می‌شده‌است، اما اینکه عوامل سیاسی و اقتصادی به تنهایی سبب این پدیده شده باشند، مشکوک به نظر می‌رسد. نویسندگان دیگر روی جاذبه‌ها تأکید دارند، برای نمونه، درآمد بیشتر با توجه به چشم‌انداز کاری بهتر و تفاوت قیمت ارز، که با نزول بهای پول ایران بیشتر به چشم آمد. حرکت قدرتمند اقتصادی در روسیه و صنعتی شدن آن و بحران کمبود نیروی کار در استان‌های مرزی نیز این فرصت را برای مهاجران تقویت کرد. اطلاعات کم به دست آمده از حواله پول‌های مهاجران بازگشته این تصویر را تقویت می‌کند، مینورسکی این مقدار را تنها برای مهاجران آذربایجانی ۱٫۸ میلیون روبل را ذکر می‌کند که البته شامل جابجایی‌های غیررسمی نمی‌شود.

## اهمیت سیاسی و اجتماعی
کنش با جامعه و شیوه حکومت روسیه سبب گسترش آگاهی سیاسی و اجتماعی مهاجران شد. همچنین افکار و ارزش‌های سوسیالیستی را در میان ایشان پروراند. با گسترش جنبش‌های سوسیال دموکرات در میان ایرانیان مهاجر در قفقاز، به یاری سازمان همت در باکو، ایشان سازمان اجتماعیون عامیون را که شاخه‌هایی نیز در دیگر شهرهای ایران (تهران، مشهد و تبریز) داشت، تأسیس کردند. از جمله کمک‌ها انقلابی به رفقای داخل ایران می‌توان از فرستادن اعلامیه از قفقاز به ایران و فرستادن کارگران مسلح قفقازی برای کمک به ستارخان در جریان اشغال تبریز، نام برد.
همچنین ایرانیان در فعالیت‌های سیاسی بین جنگ جهانی اول و انقلاب اکتبر روسیه نقش فعال داشتند، در ۱۹۱۴ کارگران مقیم باکو در اعتراضات خیابانی علیه وقوع جنگ شرکت جستند. پس از انقلاب اکتبر، گروهی از کارگران ایرانی در باکو به سرعت حزب عدالت را تأسیس نمودند که بعد تر در ۱۹۲۰ مبدل به حزب کمونیست ایران شد.

## اوضاع ایرانیان مهاجر در شوروی
در بررسی شرایط این افراد آن‌ها را به چهار نسل متفاوت تقسیم می‌کنند که در ادامه و به‌طور اختصار به شرایط این نسل‌ها اشاره می‌شود.
نسل اول مهاجران را که مهاجرت شان پس از کودتای ۱۲۹۹ رضا شاه صورت گرفت اعضا و رهبران حزب کمونیست ایران تشکیل می‌دادند. نسل دوم عمدتاً اعضا و رهبران فرقه دموکرات آذربایجان بودند که پس از آذر ۱۳۲۵ یعنی عزیمت فرقه دموکرات و در دست گرفتن اوضاع آذربایجان از سوی نیروهای دولت ایران به شوروی گریخته بودند. نسل سوم این مهاجران را نیز کادرهای حزب توده ایران تشکیل می‌دادند که پس از کودتای ۲۸ مرداد ۱۳۳۲ و دستگیری اعضای حزب و آغاز سرکوب سازمان افسران به شوروی رفتند.

در مورد نسل اول اسناد منتشر شده در دوره‌های بعدی نشان می‌دهد که نزدیک به ۱۵۰ نفر از این افراد به جوخه‌های اعدام سپرده شدند یا در اردوگاه‌های کار اجباری جان سپردند. این دوران، زمانی است که ترور استالینی جان میلیون‌ها تن از شهروندان شوروی را گرفت. کمونیست‌های مهاجر به دلایل اختلاف عقیده و سلیقه قربانی دستگاه استالین می‌شدند، یا قربانی منافع سیاست خارجی دستگاه استالین در رابطه با کشورهایشان می‌شدند. اما نکته ای که در این میان جالب است تفاوت دیدگاه مهاجر و میزبان نسبت به یکدیگر است. مهاجران شوروی را دست کم قبل از مهاجرت قبله آمال تمام توده‌های جهان می‌پنداشتند طرف مقابل اما برای اندیشیدن به آن‌ها گرفتار این قید و بندها نبود. چنان‌که خاطره نقل شده از همسر کریم نیک بین از دیدارش با بریا دستیار گرجی و هم میهن استالین این را نشان می‌دهد: «پس از بازداشت همسرم به بریا که در آن هنگام به ریاست کا.گ. ب رسیده بود نامه نوشتم و درخواست نمودم که مرا بپذیرد. فکر می‌کردم با آشنایی ای که با من و نیک بین داشت و بارها در باکو و تفلیس به دیدار هم رفته بودیم، می‌تواند به آزاد شدن شوهرم کمک نماید. . . فکر می‌کردم او به خاطر نان و نمکی که با هم خورده بودیم مرا دوستانه خواهد پذیرفت. اما چنین نشد و او خودش را به ناآشنایی زد و با ورق زدن پرونده ای گفت: این پرونده آن ایرانی خائنی است که بازداشت شده‌است. شما ایرانی‌ها یادتان رفته که پادشاه تان آقامحمدخان قاجار چقدر از گرجی‌ها را هنگام اشغال گرجستان کشت… از شما ایرانی‌ها کمونیست در نمی‌آید… به وی گفتم آغا محمدخان قاجار چه ارتباطی با شوهرم که دبیرکل کمیته مرکزی حزب کمونیست ایران است، دارد… او با خشونت پرونده را بست و گفت دیگر بیش از این وقت ندارم… پس از گذشت یک سال یعنی در سال ۱۹۴۰ طی نامه‌ای به من اطلاع دادند که شوهرم را اعدام کردند…»

نسل دوم، مهاجرت‌های سیاسی و فرار وحشت زده هزاران نفر را درمی‌گیرد که پس از فروپاشی دستگاه فرقه دموکرات آذربایجان در سال ۱۳۲۵ و پناه بردن ۶ ماه بعد کردهای عراقی به رهبری ملامصطفی بارزانی، صورت گرفت. این دوران مصادف با سال‌های واپسین زمامداری استالین است. این نسل با اینکه از تصفیه‌های خونین نسل اول ایرانیان به‌طور نسبی در امان ماند، اما قربانی انگیزه‌های سیاسی و اقتصادی دستگاه استالینی شد. تبعیدگاه‌های سیبری و مجمع الجزایر گولاگ بر سرنوشت تراژیک و دردناک آن‌ها سایه انداخت و لحظه ای آن‌ها را در کشاکش سرنوشت و آزادی اراده، رها نکرد. اما نسل سومی‌ها تقریباً همزمان با افول استالین و فروکش کردن موج تصفیه‌ها و قتل‌های نسل اول، گام در «دژ پرولتاریای پیروزِجهانی» نهادند. این نسل، مهاجرت کادرها و رهبران حزب توده ایران طی چند سال پس از کودتای ۲۸ مرداد ۱۳۳۲ را دربر گرفت. نسل دوم و سوم ایرانیان در شوروی، گرچه قربانی قتل و کشتار جمعی نسل اولی‌ها نشدند، اما به «بردگان کمونیسم» تبدیل شدند. به قول دکتر صفوی که زندگی خود را «برده کمونیسم» توصیف کرده، این دو نسل در غربت هر روز آرزو می‌کردند که: «ای کاش بدبخت‌ترین سگ ایران بودم، اما گذارم به اینجا نمی‌افتاد.»

اما نسل چهارم کسانی بودند که پس از انقلاب اسلامی ایران به شوروی مهاجرت کردند.
با فروپاشی شوروی، نسل چهارم این شانس را یافت که برخلاف نسل‌های پیشین از مرگ تدریجی در مدینه فاضله خود رهایی یابد. آنچه که سرنوشت و زندگی این نسل را دگرگون کرد، تحولاتی بود که با روی کار آمدن گورباچف، آغاز گردید. فراموش نباید کرد که همزمان در اروپا و سپس در شوروی عده ای از معترضان حزبی قبل از روی کار آمدن گورباچف و آشکار شدن نظریات و خط مشی او و فروپاشی دیوار برلین «بی موقع» و «زودرس» نظریات و مواضع خود را در مرزبندی روشن با با نظریه‌های اساسی متداول در جنبش جهانی کمونیستی، از جمله دربارهٔ «انترناسیونالیسم پرولتری»، «دیکتاتوری پرولتاریا» و در یک‌کلام با لنینیسم اعلام کردند.
اما فروپاشی اتحاد شوروی سابق به فروپاشی چپ سنتی ایران منجر شد. چپ‌های ایرانی ابتدا دچار چند پارگی، سرخوردگی و سرگیجه شدند؛ ولی چندی بعد سرانجام بسیاری از آنان در مسیر این تحول دردناک اما اساسی، یا خانه‌نشین شدند یا به فعالیت‌های فرهنگی و اقتصادی روی آوردند. بخشی از آن‌ها نیز در اروپا در یک نگاه مقایسه‌ای تجربی و عملی به مواضع سوسیال دمکراتیک روی آوردند.
سیاوش کسرایی یکی از افراد «آخرین نسل» دو سال پیش از مرگ، در قلب مسکو از دریچه‌به بیرون نگاه می‌کند و تجربه درونی و رنج روحی خود را در سروده «دلم هوای آفتاب می‌کند» می‌فشرد. این سروده بازتاب روح‌های عذاب دیده چهار نسل ایرانیان در شوروی است که همواره و در همه لحظات زجر، سرخوردگی و هزار درد بی دوا، دلشان به سوی میهن سرمی‌کشید.